# Hala Zawati
Hala Zawati é uma política jordaniana. Actualmente ela serve como Ministra de Energia e Recursos Minerais no Governo de Bisher Al-Khasawneh liderado pelo Primeiro Ministro Bisher Al-Khasawneh. Ela já ocupou esse cargo no governo de Omar Razzaz, liderado pelo primeiro-ministro Omar Razzaz.